# Merlin (banda)
Merlin é um conjunto musical surgido em Belo Horizonte em 1994, que compõe e interpreta músicas em esperanto. O trabalho do grupo teve boa repercussão no exterior e contou com a produção de dois álbuns, sendo um desses pela gravadora francesa Vinilkosmo, com divulgação feita em mais de 60 países.

## História
O grupo nasceu em 1994 a partir da dissolução de outra banda, Flagrante Delito, que atuava com músicas em português. Merlin passou então a tocar em lugares públicos e privados na capital mineira.
Em 1998, o grupo começou a desenvolver o trabalho paralelo Merlin Esperante, interpretando canções covers e próprias na língua esperanto. Todo este esforço na divulgação cultural começou a gerar retorno positivo para a banda: a gravadora francesa Vinilkosmo, especializada em títulos em esperanto, fechou contrato com o Merlin para produzir o CD Por la Mondo (que significa Para o Mundo), com lançamento previsto para 80 países. A proposta de Por la Mondo, que revela em suas letras temas de interesse mundial como fraternidade, igualdade e amor é despertar o melhor de cada um para que todos alcancem maior dignidade em nossa passagem pelo mundo.

## Discografia

### Por la Mondo
O primeiro álbum da banda se chama Por la mondo (“Para o mundo”), quando ainda se apresentavam sob o nome “Merlin Esperante” (Merlin em esperanto).
1. Por la mondo
2. Estas la legxo
3. Estis unu fojo
4. Bluaj fragoj
5. Mia vojo
6. Mi kredas
7. En cxi tiu momento
8. Pri la vero
9. Elprovo

### Ho! Mia kor'!
1. Aferoj por gardi
2. Alia mondo
3. Se mi povas
4. Finfine
5. Ho! Mia kor'!
6. Verda soldato
7. Nokta trajnejo
8. Vidu
9. La tondro
10. La bono